# Lluita als Jocs Olímpics d'Estiu de 1928 - lluita grecoromana masculina pes semipesant
La prova del pes semipesant de lluita grecoromana fou una de les sis de lluita grecoromana que es disputaren als Jocs Olímpics d'Estiu d'Amsterdam de 1928. Com la resta de proves de lluita sols hi podien participar homes. Els lluitadors que participaven en aquesta categoria podien pesar fins a 82,5 quilograms. La competició es disputà al Krachtsportgebouw entre el 2 i el 5 d'agost i hi van prendre part 17 esportistes, en representació de 17 països.

## Medallistes
| Or                     | Plata              | Bronze              |
| Ibrahim Moustafa (EGY) | Adolf Rieger (GER) | Onni Pellinen (FIN) |

## Format de competició
La competició de lluita grecoromana va introduir un sistema d'eliminació basat en la suma de punts. En cada ronda tots els lluitadors s'emparellaven i lluitaven (en cas d'haver-hi un nombre imparell de lluitadors un passava ronda sense lluitar). El perdedor rebia 3 punts. El guanyador en rebia 1 si la victòria era per decisió i 0 si era per caiguda. Al final de cada ronda era eliminat tot lluitador que acumulés 5 punts.

## Resultats

### Primera eliminatòria
La primera eliminatòria va produir quatre guanyadors per caiguda i quatre per decisió. Un lluitador va passar ronda sense lluitar. Westergren abandonà després del seu combat.
Combats
| Vencedor         | País           | Tipus de victòria | Perdedor         | País          |
| ---------------- | -------------- | ----------------- | ---------------- | ------------- |
| Adolf Rieger     | Alemanya       | Decisió           | Ejnar Hansen     | Dinamarca     |
| Robert Gaupset   | Noruega        | Caiguda           | Johan Heijm      | Països Baixos |
| Otto Pohla       | Estònia        | Caiguda           | Max Studer       | Suïssa        |
| Onni Pellinen    | Finlàndia      | Decisió           | Carl Westergren  | Suècia        |
| Imre Szalay      | Hongria        | Caiguda           | Kārlis Pētersons | Letònia       |
| Josef Vávra      | Txecoslovàquia | Decisió           | Bela Juhasz      | Iugoslàvia    |
| Émile Clody      | França         | Decisió           | A. Şefik         | Turquia       |
| Ibrahim Moustafa | Egipte         | Caiguda           | Nicolas Appels   | Bèlgica       |
| Jan Gałuszka     | Polònia        | Lliura            | N/A              | N/A           |

Punts
| Pos. | Lluitador        | País           | R1 |
| ---- | ---------------- | -------------- | -- |
| 1    | Jan Gałuszka     | Polònia        | 0  |
| 1    | Robert Gaupset   | Noruega        | 0  |
| 1    | Ibrahim Moustafa | Egipte         | 0  |
| 1    | Otto Pohla       | Estònia        | 0  |
| 1    | Imre Szalay      | Hongria        | 0  |
| 6    | Émile Clody      | França         | 1  |
| 6    | Onni Pellinen    | Finlàndia      | 1  |
| 6    | Adolf Rieger     | Alemanya       | 1  |
| 6    | Josef Vávra      | Txecoslovàquia | 1  |
| 10   | Nicolas Appels   | Bèlgica        | 3  |
| 10   | Ejnar Hansen     | Dinamarca      | 3  |
| 10   | Johan Heijm      | Països Baixos  | 3  |
| 10   | Bela Juhasz      | Iugoslàvia     | 3  |
| 10   | Kārlis Pētersons | Letònia        | 3  |
| 10   | A. Şefik         | Turquia        | 3  |
| 10   | Max Studer       | Suïssa         | 3  |
| 17   | Carl Westergren  | Suècia         | 3* |

### Segona eliminatòria
Cap dels lluitadors va acabar l'eliminatòria amb 0 punts. Tres lluitadors van quedar eliminats.
Combats
| Vencedor         | País          | Tipus de victòria | Perdedor       | País           |
| ---------------- | ------------- | ----------------- | -------------- | -------------- |
| Ejnar Hansen     | Dinamarca     | Caiguda           | Jan Gałuszka   | Polònia        |
| Adolf Rieger     | Alemanya      | Decisió           | Robert Gaupset | Noruega        |
| Johan Heijm      | Països Baixos | Caiguda           | Max Studer     | Suïssa         |
| Onni Pellinen    | Finlàndia     | Decisió           | Otto Pohla     | Estònia        |
| Imre Szalay      | Hongria       | Decisió           | Josef Vávra    | Txecoslovàquia |
| Kārlis Pētersons | Letònia       | Caiguda           | Bela Juhasz    | Iugoslàvia     |
| Nicolas Appels   | Bèlgica       | Caiguda           | Émile Clody    | França         |
| Ibrahim Moustafa | Egipte        | Decisió           | A. Şefik       | Turquia        |

Punts
| Pos. | Lluitador        | País           | R1 | R2 | Total |
| ---- | ---------------- | -------------- | -- | -- | ----- |
| 1    | Ibrahim Moustafa | Egipte         | 0  | 1  | 1     |
| 1    | Imre Szalay      | Hongria        | 0  | 1  | 1     |
| 3    | Onni Pellinen    | Finlàndia      | 1  | 1  | 2     |
| 3    | Adolf Rieger     | Alemanya       | 1  | 1  | 2     |
| 5    | Nicolas Appels   | Bèlgica        | 3  | 0  | 3     |
| 5    | Jan Gałuszka     | Polònia        | 0  | 3  | 3     |
| 5    | Robert Gaupset   | Noruega        | 0  | 3  | 3     |
| 5    | Ejnar Hansen     | Dinamarca      | 3  | 0  | 3     |
| 5    | Johan Heijm      | Països Baixos  | 3  | 0  | 3     |
| 5    | Kārlis Pētersons | Letònia        | 3  | 0  | 3     |
| 5    | Otto Pohla       | Estònia        | 0  | 3  | 3     |
| 5    | Josef Vávra      | Txecoslovàquia | 1  | 3  | 4     |
| 13   | Émile Clody      | França         | 1  | 3  | 4     |
| 14   | Bela Juhasz      | Iugoslàvia     | 3  | 3  | 6     |
| 14   | A. Şefik         | Turquia        | 3  | 3  | 6     |
| 14   | Max Studer       | Suïssa         | 3  | 3  | 6     |

### Tercera eliminatòria
En acabar l'eliminatòria Moustafa lidera la classificació. Fins a sis lluitadors van quedar eliminats.
Combats
| Vencedor         | País      | Tipus de victòria | Perdedor         | País           |
| ---------------- | --------- | ----------------- | ---------------- | -------------- |
| Adolf Rieger     | Alemanya  | Caiguda           | Jan Gałuszka     | Polònia        |
| Ejnar Hansen     | Dinamarca | Caiguda           | Robert Gaupset   | Noruega        |
| Otto Pohla       | Estònia   | Caiguda           | Johan Heijm      | Països Baixos  |
| Onni Pellinen    | Finlàndia | Caiguda           | Kārlis Pētersons | Letònia        |
| Émile Clody      | França    | Decisió           | Imre Szalay      | Hongria        |
| Nicolas Appels   | Bèlgica   | Caiguda           | Josef Vávra      | Txecoslovàquia |
| Ibrahim Moustafa | Egipte    | Lliura            | N/A              | N/A            |

Punts
| Pos. | Lluitador        | País           | R1 | R2 | R3 | Total |
| ---- | ---------------- | -------------- | -- | -- | -- | ----- |
| 1    | Ibrahim Moustafa | Egipte         | 0  | 1  | 0  | 1     |
| 2    | Onni Pellinen    | Finlàndia      | 1  | 1  | 0  | 2     |
| 2    | Adolf Rieger     | Alemanya       | 1  | 1  | 0  | 2     |
| 4    | Nicolas Appels   | Bèlgica        | 3  | 0  | 0  | 3     |
| 4    | Ejnar Hansen     | Dinamarca      | 3  | 0  | 0  | 3     |
| 4    | Otto Pohla       | Estònia        | 0  | 3  | 0  | 3     |
| 7    | Imre Szalay      | Hongria        | 0  | 1  | 3  | 4     |
| 8    | Émile Clody      | França         | 1  | 3  | 1  | 5     |
| 9    | Jan Gałuszka     | Polònia        | 0  | 3  | 3  | 6     |
| 9    | Robert Gaupset   | Noruega        | 0  | 3  | 3  | 6     |
| 9    | Johan Heijm      | Països Baixos  | 3  | 0  | 3  | 6     |
| 9    | Kārlis Pētersons | Letònia        | 3  | 0  | 3  | 6     |
| 9    | Josef Vávra      | Txecoslovàquia | 1  | 3  | 3  | 7     |

### Quarta eliminatòria
Els tres perdedors quedaren eliminats. Moustafa continua liderant la classificació.
Combats
| Vencedor         | País      | Tipus de victòria | Perdedor     | País      |
| ---------------- | --------- | ----------------- | ------------ | --------- |
| Ibrahim Moustafa | Egipte    | Caiguda           | Ejnar Hansen | Dinamarca |
| Adolf Rieger     | Alemanya  | Decisió           | Otto Pohla   | Estònia   |
| Onni Pellinen    | Finlàndia | Caiguda           | Imre Szalay  | Hongria   |
| Nicolas Appels   | Bèlgica   | Lliura            | N/A          | N/A       |

Punts
| Pos. | Lluitador        | País      | R1 | R2 | R3 | R4 | Total |
| ---- | ---------------- | --------- | -- | -- | -- | -- | ----- |
| 1    | Ibrahim Moustafa | Egipte    | 0  | 1  | 0  | 0  | 1     |
| 2    | Onni Pellinen    | Finlàndia | 1  | 1  | 0  | 0  | 2     |
| 3    | Nicolas Appels   | Bèlgica   | 3  | 0  | 0  | 0  | 3     |
| 3    | Adolf Rieger     | Alemanya  | 1  | 1  | 0  | 1  | 3     |
| 5    | Ejnar Hansen     | Dinamarca | 3  | 0  | 0  | 3  | 6     |
| 6    | Imre Szalay      | Hongria   | 0  | 1  | 3  | 3  | 6     |
| 7    | Otto Pohla       | Estònia   | 0  | 3  | 0  | 3  | 6     |

### Cinquena eliminatòria
Pellinen i Appels van quedar eliminats, sent la medalla de bronze per a Pellinen . Rieger i Moustafa, tots dos invictes, van passar ronda per enfrontar-se en un combat per la medalla d'or.
Combats
| Vencedor         | País     | Tipus de victòria | Perdedor       | País      |
| ---------------- | -------- | ----------------- | -------------- | --------- |
| Adolf Rieger     | Alemanya | Caiguda           | Nicolas Appels | Bèlgica   |
| Ibrahim Moustafa | Egipte   | Decisió           | Onni Pellinen  | Finlàndia |

Punts
| Pos. | Lluitador        | País      | R1 | R2 | R3 | R4 | R5 | Total |
| ---- | ---------------- | --------- | -- | -- | -- | -- | -- | ----- |
| 1    | Ibrahim Moustafa | Egipte    | 0  | 1  | 0  | 0  | 1  | 2     |
| 2    | Adolf Rieger     | Alemanya  | 1  | 1  | 0  | 1  | 0  | 3     |
| 3    | Onni Pellinen    | Finlàndia | 1  | 1  | 0  | 0  | 3  | 5     |
| 4    | Nicolas Appels   | Bèlgica   | 3  | 0  | 0  | 0  | 3  | 6     |

### Sisena eliminatòria
Moustafa guanyà a Rieger i aconseguí la medalla d'or.
Combats
| Vencedor         | País   | Tipus de victòria | Perdedor     | País     |
| ---------------- | ------ | ----------------- | ------------ | -------- |
| Ibrahim Moustafa | Egipte | Decisió           | Adolf Rieger | Alemanya |

Punts
| Pos. | Lluitador        | País     | R1 | R2 | R3 | R4 | R5 | R6 | Total |
| ---- | ---------------- | -------- | -- | -- | -- | -- | -- | -- | ----- |
| 1    | Ibrahim Moustafa | Egipte   | 0  | 1  | 0  | 0  | 1  | 1  | 3     |
| 2    | Adolf Rieger     | Alemanya | 1  | 1  | 0  | 1  | 0  | 3  | 6     |